# 愛の伝道師 ラブ・グル
『愛の伝道師 ラブ・グル』（The Love Guru）は、2008年のアメリカ映画。日本では劇場未公開だったが、第1回したまちコメディ映画祭in台東で上映され、2009年1月23日にDVDが発売された。
第29回ゴールデンラズベリー賞では7つのノミネートを受け、最低作品賞、最低男優賞、最低脚本賞を受賞した。

## ストーリー
アメリカ人のトピカはインドでスピリチュアルの修行を積んで帰って来た。

## キャスト
- グル・ピトカ：マイク・マイヤーズ
- ジェーン・ブラード：ジェシカ・アルバ
- ジャック・グランデ：ジャスティン・ティンバーレイク
- ダレン・ノアノーク：ロマニー・マルコ
- プルーデンス・ノアノーク：ミーガン・グッド
- グル・デカチンポ：オミッド・ジャリリ
- グル・チンポイジリ：ベン・キングズレー
- パンチ・チェーコフ：ヴァーン・トロイヤー

## 評価
レビューサイトRotten Tomatoesでは125のレビュー数で14％と低く、ニューヨーク・ポストでは「2008年のワースト映画」第1位に選ばれた。

### 興行収入
北アメリカではスティーヴ・カレルとアン・ハサウェイ共演の『ゲット スマート』と同日公開であり、観客の二分化を懸念されたが、初動成績は1400万ドルと期待外れの結果に終わった。

### 論争
マイク・マイヤーズ扮するグルのピトカ姿にヒンドゥー教のグルたちが懸念を示し、同教のリーダーは本作の予告編を見てヒンドゥー教をおとしめていると感じ、パラマウント映画へ抗議したといわれている。